# 27e Panzerdivision
La 27e Panzerdivision était une division blindée de la Wehrmacht durant la Seconde Guerre mondiale. Elle est créée le 1er novembre 1942 à Voronej en Russie où elle combat avant d'être dissoute le 15 février 1943.

## Emblèmes divisionnaires

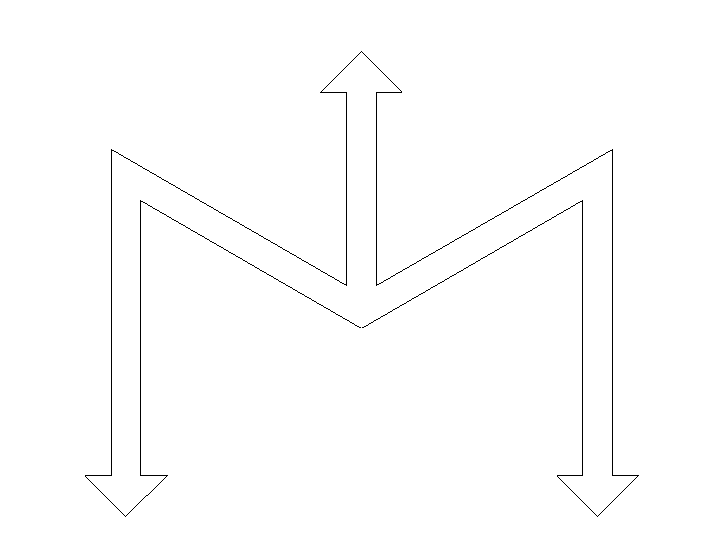
Emblème de la 27e Panzerdivision
Variante

## Histoire
La 27e Panzerdivision est formée le 1er novembre 1942 dans le sud de la Russie, à Voronej, à partir du Kampfgruppe Michalik, rescapé de la Panzer-Regiment 140 de la 22e Panzerdivision. Mais cette formation n'est jamais achevée en raison de la perte de son matériel pendant les contre-offensives soviétiques autour de Stalingrad.
Elle prend part aux combats dans le secteur de Voronej, ainsi que sur le Donets début 1943. Elle est dissoute le 15 février 1943. Ses éléments sont incorporés dans la 7e et la récente 24e Panzerdivision.

## Commandants
| Début             | Fin              | Grade  | Nom             |
| ----------------- | ---------------- | ------ | --------------- |
| 1er novembre 1942 | 29 novembre 1942 | Oberst | Helmut Michalik |
| 30 novembre 1942  | 26 janvier 1943  | Oberst | Hans Tröger     |

## Ordre de batailles

### Composition en octobre 1942
- Panzergrenadier-Regiment 140
  - Panzergrenadier-Bataillon I
  - Panzergrenadier-Bataillon II
- Panzer-Abteilung 127
- Panzer-Artillerie-Regiment 127
  - Panzer-Artillerie-Abteilung I
  - Panzer-Artillerie-Abteilung II
  - Panzer-Jäger-Abteilung 127
- Panzer-Pionier-Abteilung 127
- Panzer-Schnelle-Abteilung 127
- Panzer-Nachrichten-Abteilung 127
- Versorgungsdienste 127
  - Verwaltungsdienste 127
  - Sanitätsdienste 127
  - Veterinärkompanie 127